# The Voice of the Turtle
The Voice of the Turtle is een Amerikaanse romantische komedie in zwart-wit uit 1947 onder regie van Irving Rapper. De film is gebaseerd op het gelijknamige toneelstuk uit 1943 van John Van Druten en werd destijds niet uitgebracht in Nederland.

## Verhaal
Sally Middleton is een aspirant-actrice in New York die hoopt op een grote doorbraak. Ze spreekt regelmatig af met een theaterproducent, maar deze man is niet op zoek naar een serieuze relatie. Ondertussen ontmoet ze Bill Page, een man uit het leger die goed bevriend is met haar beste vriendin Olive Lashbrooke. Ze geeft hem toestemming om tijdelijk in haar appartement te verblijven, iets wat in die tijd werd gezien als een schandaal. Tijdens zijn verblijf wordt het tweetal verliefd op elkaar.

## Rolverdeling
| Acteur          | Personage         |
| --------------- | ----------------- |
| Ronald Reagan   | Sgt. Bill Page    |
| Eleanor Parker  | Sally Middleton   |
| Eve Arden       | Olive Lashbrooke  |
| Kent Smith      | Kenneth Bartlett  |
| Wayne Morris    | Cmdr. Ned Burling |
| John Emery      | George Harrington |
| Erskine Sanford | Winkeleigenaar    |
| John Holland    | Henry Atherton    |